# Aeroport Internacional de Kandahar
L'Aeroport Internacional Ahmad Shah Baba (paixtu: د کندهار نړيوال هوايي ډګر), anteriorment anomenat Aeroport Internacional de Kandahar i, per alguns oficials militars, conegut com Kandahar Airfield, (codi IATA: KDH, codi OACI: OAKN), és un aeroport situat 17 km al sud-est de la ciutat de Kandahar, a l'Afganistan. És el segon aeroport internacional del país i una de les principals i més grans bases d'operacions, amb capacitat per albergar fins a 250 aeronaus de diferents grandàries.
L'aeroport va ser dissenyat i construït pels Estats Units a principis del decenni de 1960. Va ser ocupat pels soviètics durant la guerra afganosoviètica dels anys 80. Després de la seva retirada, l'aeroport va romandre sota el control del govern de Najibullah fins que aquest va dimitir en 1992. A partir de llavors, els senyors de la guerra locals i els talibans van prendre el control de l'aeroport fins a la invasió encapçalada pels Estats Units a finals de 2001. També va ser el lloc de l'incident del vol 814 d'Indian Airlines en 1999.
Des de 2007, l'aeroport ha estat reparat i ampliat. La seva pista pot suportar tot tipus d'aeronaus, incloent un Boeing C-17 Globemaster III o un Antónov An-225 Mriya. L'aeroport s'utilitza tant per a vols militars com civils. La secció militar de l'aeroport és mantinguda per la Missió de Suport Decidit i la Força Aèria Afganesa. La segona ala de la Força Aèria Afganesa (AAF) té una base separada dins del recinte de l'aeroport. La Policia Nacional Afganesa s'encarrega de la seguretat dins i fora de la terminal civil de l'aeroport. Des de 2006 les instal·lacions han estat custodiades per forces canadenques, però amb presència constant d'altres exèrcits de l'OTAN.
Durant l'estiu són habituals tempestes de pols que dificulten la seva localització des del cel, circumstància agreujada pel poc contrast entre la pista i el terreny desèrtic que l'envolta. A la nit és més fàcilment visible gràcies a la il·luminació de l'aeroport.